# Фабр, Жозеф
Жозеф Фабр (фр. Joseph Fabre, 1842—1916) — французский писатель, педагог и политический деятель.
Был преподавателем литературы и философии в различных коллежах, но в 1868 году удалён за республиканские идеи. В 1872 г. назначен профессором в Бордо, но в 1874 г. снова смещён, за книгу «Notions de philosophie». С 1881 по 1885 г. был членом палаты депутатов, где примкнул к радикальной левой. С 1894 г. сенатор. В литературе Ф. известен, главным образом, страстным культом Жанны д’Арк. В 1884 г. он предложил палате учредить ежегодное национальное празднество в честь её. Был сенатором-республиканцем с 1894 по 1903 г.; выпустил сборник своих речей: «Les neuf ans d’un sénateur» (П., 1903).

## Важнейшие сочинения
- «Jeanne d’Arc libératrice de la France» (П., 1883);
- «Procès de condamnation de Jeanne d’Arc» (1884);
- «Procès de réhabilitation de Jeanne d’Arc» (1888);
- «Le Mystère de la délivrance d’Orlé ans» (1891);
- «Le Mois de Jeanne d’Arc» (1892);
- «Jeanne d’Arc» (историч. драма, 1890);
- «Cours de philosophie suivi de notions d’histoire de philosophie» (П., 1870);
- «Notions de philosophie» (1874);
- «Histoire de la philosophie» (1877—1881);
- «Les Libérateurs» (1882);
- «Washington, libérateur de l’Améirque» (1882);
- «Jésus» (драма, 1892).